# Armageddon (Bijbel)
Armageddon of Harmagedon (Grieks: Ἁρμαγεδών, Harmagedōn, Latijn: Armagedon) is volgens Openbaring 16:12-16 van de christelijke Bijbel de plaats waar in de Eindtijd alle koningen op aarde bijeen worden gebracht voor "de strijd op de grote dag van de almachtige God".
In de volksmond kan de term ook een grote, apocalyptische ramp aanduiden. Het is een aanduiding geworden voor een grote veldslag, een kernoorlog of kernramp dan wel een natuurramp; het woord wordt soms ook gebruikt om de gevolgen van klimaatverandering te beschrijven.

## Herkomst van de term

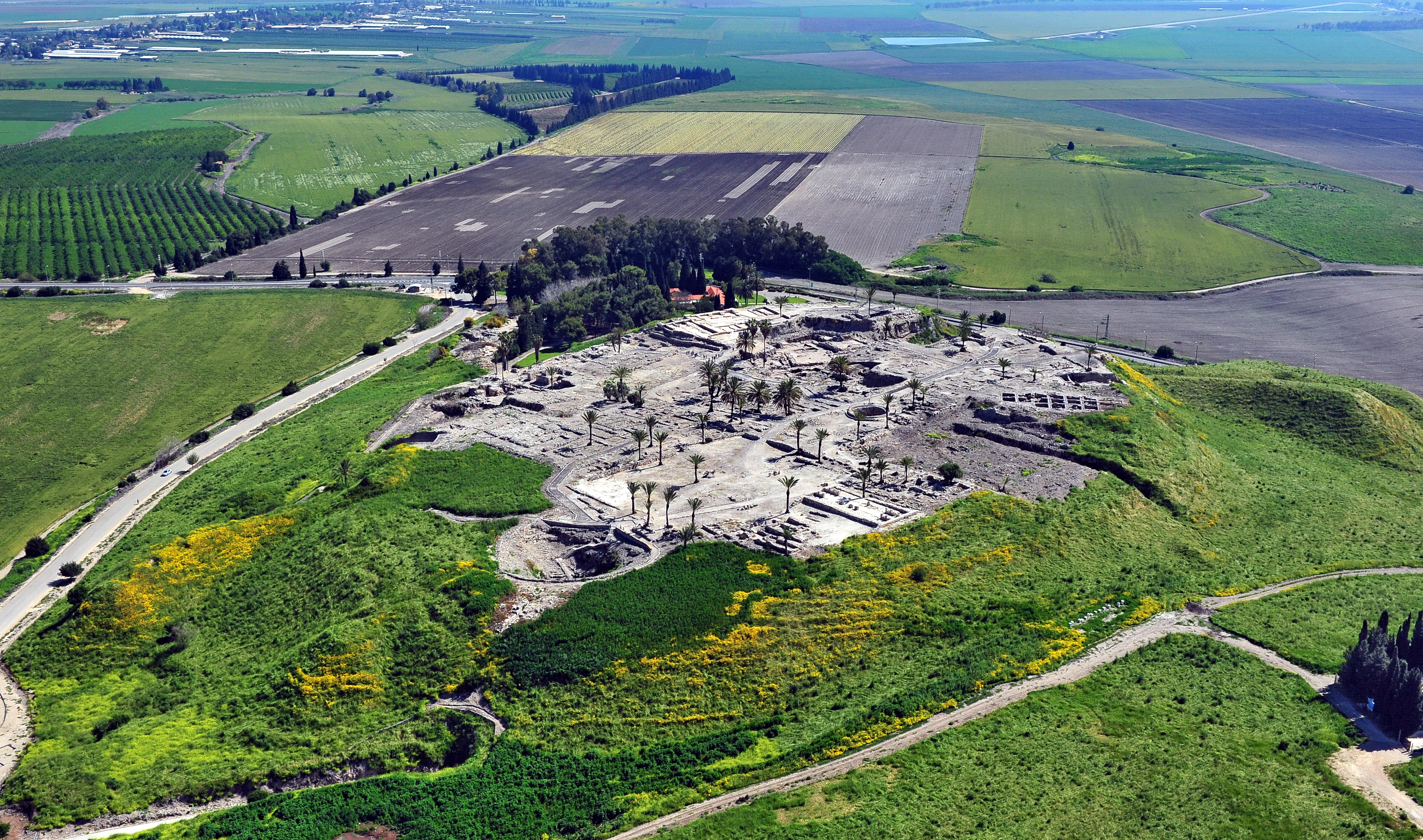
Tel Megiddo met archeologische resten uit de bronstijd en ijzertijd

Het woord Armageddon komt in het Nederlands voor het eerst voor in de Statenvertaling van 1637.
Er wordt vaak aangenomen dat de term Armageddon "Berg van Megiddo" betekent. Megiddo was een stad in Israel. Het was de locatie van enkele historische veldslagen, zoals de Slag bij Megiddo (15e eeuw v.Chr.), die van Barak (Rechters 5:19), de Slag bij Megiddo (609 v.Chr.) waarin Josia sneuvelde in de strijd tegen farao Necho II (2 Koningen 23:29) en van Hadad-Rimmon (Zacharia 12:11). Mogelijk duidt de 'vallei van Josafat' (Joël 4:1) dezelfde locatie aan.
Tegen deze aanname valt een aantal argumenten in te brengen:
- Er bestaat geen "Berg van Megiddo". Megiddo was een stad in de Vlakte van Jizreël. De stad lag op een tell, een kunstmatige heuvel die is ontstaan door menselijke bebouwing.[4] Daarom wordt soms aangenomen dat met de "Berg van Megiddo" de Karmelberg wordt bedoeld,[5] want Megiddo lag op de zuidoostelijke uitlopers daarvan.
- Er zijn geen eschatologische tradities bekend waarin Megiddo een betekenis heeft.
- De vroegste exegeses van de passage in Openbaring maken geen melding van Megiddo. In de periode dat de Openbaring van Johannes werd geschreven was Megiddo een lang vergeten ruïne.[4]

Een alternatieve verklaring staat in verband met de berg (Safon) die wordt genoemd in Jesaja 14:13. Op deze berg kwamen de goden bijeen. Hár Magedón zou de demonische tegenhanger zijn van de Godsberg (vergelijk Hebreeën 12:22). Het probleem hiermee is dat de Griekse transliteratie in Openbaring afwijkt van die in Jesaja, namelijk Hár Mo‘ed.

## Interpretaties
Er zijn vrijwel geen interpretaties van de "strijd op de grote dag van de almachtige God" waarin Armageddon letterlijk wordt genomen als de plaats waar die strijd zal plaatsvinden. Deze strijd wordt vaak in verband gebracht met de passage in Openbaring 19:11-29, waar in vers 19 ook wordt gesproken over de koningen van de aarde en hun legers. Zij strijden tegen de in vers 11 genoemde ruiter op een wit paard. Deze heet 'Woord van God' en wordt vaak geïnterpreteerd als Jezus. De strijd wordt daarom gezien als een oorlog tussen Jezus en het leger van de duivel of Antichrist. Deze oorlog zal in de Eindtijd plaatsvinden.
Johannes zou Armageddon als locatie van deze strijd hebben gekozen vanwege de bloedige geschiedenis die er zich heeft afgespeeld; dit zou een teken zijn van de wederkomst van Jezus. Sommigen zien Armageddon als het mobilisatiepunt voor de laatste strijd, niet noodzakelijkerwijs het toneel ervan. Anderen geloven dat het niet per se één gevecht is maar een veldtocht.

### Jehova's getuigen
Voor Charles Taze Russell, de stichter van de stroming waaruit Jehova's getuigen zijn ontsproten, was 'de oorlog van Armageddon' zo'n belangrijk onderwerp dat hij het vierde deel van zijn Schriftstudies (1897) zo noemde. Hij schreef dat deze oorlog al aan de gang was en in 1914 zou eindigen met het aanbreken van het vrederijk. Bij Jehova's getuigen staat de doctrine van de oorlog van Armageddon centraal in hun theologie. Ze verwachten dat in de nabije toekomst Jehova door zijn Zoon Jezus Christus (vergelijkbaar met de aartsengel Michaël) samen met het engelenleger met de oorlog van Armageddon Satans wereldsysteem zullen elimineren en vervangen door het beloofde Duizendjarig vrederijk.

## Islam
In de islamitische theologie wordt de Armageddon in de Hadith ook genoemd als de Grootste Armageddon of Al-Malhama Al-Kubra (de grote strijd).